# Endocytose à récepteur
Une endocytose à récepteur aussi appelée "pinocytose à manteau de clathrine" est une endocytose sélective grâce à l'existence de récepteurs membranaires qui permettent la reconnaissance et donc la liaison à des molécules particulières (ex. : LDL pour le transport des cholestérols).
Ces vésicules formées (contenant les LDL) sont alors transportées dans le cytosol par le cytosquelette et ses moteurs protéiques (ex. : dynéines sur les microtubules). Ces vésicules (intracellulaires) peuvent alors subir différentes évolutions suivant l'utilité pour la cellule (le cholestérol est notamment utilisé dans les cellules qui synthétisent des hormones stéroïdes comme la testostérone)